# Сердца в Атлантиде
«Сердца в Атлантиде» (англ. Hearts in Atlantis) — книга американского писателя Стивена Кинга, впервые опубликованная 14 сентября 1999 года. На разные литературные премии номинировалась и как роман, и как сборник повестей. По другим источникам, считается либо сборником коротких произведений, либо романом в пяти частях; сам же Кинг считает книгу сборником повестей.
На русском языке книга издавалась как единый роман в переводе Ирины Гуровой (2000) и выпускалась издательством «АСТ» в нескольких переизданиях. За этот перевод Ирина Гурова получила премию «Странник» 2001 года.
Повесть «Низкие люди в жёлтых плащах» входит в сборник рассказов «Стивен Кинг идёт в кино». Повесть «Слепой Уилли» основана на одноимённом значительно переработанном рассказе из сборника «Шесть историй» (1999).
Книга вошла в список бестселлеров по версии «Publishers Weekly» за 1999 год в США.

## Сюжет
«Сердца в Атлантиде» включает в себя следующие части-повести:
- «Низкие люди в жёлтых плащах» (англ. Low Men in Yellow Coats),
- «Сердца в Атлантиде» (англ. Hearts in Atlantis),
- «Слепой Уилли» (англ. Blind Willie),
- «Ради чего мы во Вьетнаме» (англ. Why We're in Vietnam),
- «Тени ночи спускаются с неба» (англ. Heavenly Shades of Night Are Falling).

Эти части связаны между собой некоторыми общими персонажами и описывают происходящие последовательно события, и каждая следующая по объёму меньше предыдущих. Перед каждой повестью — фраза вроде эпиграфа, вынесенного над названием. «Слепой Уилли» в первой редакции был опубликован в 1997 году как отдельная повесть в сборнике «Шесть историй», выпущенном ограниченным тиражом, и был значительно переработан для включения в роман «Сердца в Атлантиде».

### Низкие люди в жёлтых плащах
1960: У них была палка, заострённая с обоих концов
11-летний мальчик Бобби Гарфилд, после смерти отца живущий с матерью, знакомится с новым жильцом — Тедом Бротигеном. Этот старик очень нравится Бобби, но не его матери Лиз. Тед нанимает Бобби на странную работу — выслеживать чужаков в жёлтых плащах, которые (по словам Теда) выслеживают его. Кроме того, Тед обладает некими парапсихологическими способностями. Бобби думает, что его новый друг немного не в себе, но не считает это опасным. Он ничего не говорит матери, которая и так подозревает Бротигена неясно в каких грехах (особенно Лиз боится, что Тед может оказаться педофилом, но не говорит об этом сыну). Тед дарит Бобби книгу Уильяма Голдинга «Повелитель мух» и этот роман становится для мальчика лучшей книгой в жизни.
Начальник Лиз Гарфилд приглашает её на некий семинар. Она (будучи по натуре скупой и жадной) чувствует подвох, но соглашается пойти на него и ей приходится оставить сына с Бротигеном, так как Джон Салливан (лучший друг Бобби) уехал в летний лагерь и его семья не могла принять мальчика. Тед, хотя чует за собой погоню, остаётся ради Бобби. Пока мать была в отъезде, подружку Бобби, Кэрол Гербер, избивают мальчишки-хулиганы из приходской школы, с одним из которых (Уилли Ширменом) она даже приятельствовала. Бобби находит её с вывихнутым плечом и отводит (позднее относит, когда она теряет сознание) к Теду и он в домашних условиях вправляет ей плечо, для чего ему приходится разрезать её блузку.
Тем временем Лиз возвращается с «семинара», который на самом деле оказался оргией, избитой и изнасилованной, и, увидев, что на коленях у Теда сидит полуголая Кэрол, полностью теряет над собой контроль и позже решается сдать Бротигена ищущим его людям. Бобби пытается защитить своего друга и решает вместе с ним сбежать от своей матери, которую (как ему кажется) он ненавидит. Хотя Бобби очень любит Теда, но когда его ловят «низкие люди», оказавшиеся совсем не людьми, а слугами Алого Короля, он из страха отказывается идти с ним в тюрьму в другом мире. Тед выторговывает для своего юного друга свободу и они расстаются навсегда. Теда уводят разрушать Лучи, а Бобби возвращается к матери.
Лишившись друга в лице Теда, Бобби катится по наклонной — становится хулиганом, постоянно попадающим в исправительные заведения для подростков. Но однажды он получает письмо от Теда (без слов, только лепестки роз) и понимает, что он освободился. Бобби решает остановиться, помириться с матерью и исправить то, что сумеет.

### Сердца в Атлантиде
1966: И мы хохотали, просто не могли остановиться!
Повествование идёт от лица Пита Рили, который в «эпоху хиппи» учился в Университете штата Мэн. Он рассказывает о своей дружбе со Скипом Кирком (впоследствии ставшим известным художником) и Натом Хоппенстендом (прилежным учеником). Пита и Скипа едва не выгнали из университета из-за академической неуспеваемости в результате пристрастия к игре «Червы», которое охватило всё их общежитие. Рили продолжал играть в неё и, хотя он и понимал всю пагубность этого занятия, он ничего не мог поделать со своей привычкой. Также он хотел осадить неприятного ему парня — Ронни Мейлфанта, которого, в отличие от Пита с друзьями, выгнали из университета, и он попал во Вьетнам.
Также Пит рассказывает о своей первой любви к Кэрол Гербер, студентке этого же университета и активистке движения против войны во Вьетнаме. Хотя Кэрол и испытывала к Питу какие-то чувства, она решила бросить университет по семейным обстоятельствам, навсегда расставшись с Питом после ночи, проведённой вместе в его автомобиле (Кэрол стала его первой женщиной). Впоследствии деятельность организаций, к которым примкнула Кэрол, приблизилась к террористической. Значимую роль в жизни Рили сыграл ещё один активист этого движения — инвалид Стоукли «Рви-Рви» Джонс. Пит с друзьями защитили его от происков старосты Дэвида Душборна, имеющего правые взгляды, чувствуя свою вину перед Джонсом из-за того, что ранее они смеялись над его бедой.
Символом тех лет стал знак «ядерного разоружения», который Пит впервые увидел на куртке Стоукли Джонса, а потом нарисовал и на своей. Всю эпоху своей юности Пит сравнивает с Атлантидой, которая скрылась в глубинах моря и больше не вернётся.

### Слепой Уилли
1983: Господи, слави каждого из нас
Уилли Ширмен, когда-то в детстве участвовавший в избиении маленькой Кэрол Гербер, а потом воевавший во Вьетнаме, где он спас жизнь своему бывшему недругу Джону Салливану, сам на себя наложил епитимью. Он решил просить милостыню как ослепший ветеран Вьетнамской войны, а все деньги отдавать на благотворительность. Особенно много ему подают на Рождество, но полицейский, собирающий «дань» с нищих этого района, подозревает, что Уилли совсем не слепой.

### Ради чего мы во Вьетнаме
1999: Когда кто-нибудь умирает, вспоминаешь прошлое
Ветеран Джон Салливан прибывает на похороны одного из сослуживцев. Он вспоминает один из эпизодов своей службы во Вьетнаме — солдат из его подразделения Ронни Мейлфант жестоко убил старуху из маленькой вьетнамской деревушки. Салливан называет её «мамасан», и с той поры её видение преследует его. Когда он едет с похорон и попадает в затор, ему кажется, что с неба начинают падать всякие предметы, а его призрачная спутница впервые пытается обнять его и говорит, что хочет его спасти. Это оказывается предсмертным бредом Джона — он умирает от сердечного приступа.

### Тени ночи спускаются с неба
1999: Иди же, сукин ты сын, иди домой
Постаревший Бобби Гарфилд приезжает в родной город на похороны друга детства Джона Салливана и встречает там женщину, в которой узнаёт Кэрол Гербер — она сменила имя (став Дениз Шуновер) и очень изменилась, но она жива.

## Персонажи
- Роберт (Бобби) Гарфилд (англ. Robert (Bobby) Garfield) — главный герой первой и последней части. Мальчик, воспитываемый одинокой матерью. Познакомившись с новым жильцом Тедом Бротигеном, подружился с ним, но из-за этого едва не попал в плен к сверхъестественным существам. Потеряв своего взрослого друга, покатился по наклонной, но сумел исправиться. К событиям последней части — вполне респектабельный пожилой мужчина и примерный семьянин.
- Тед Бротиген (англ. Ted Brautigan) — главный герой первой части. Старик, обладающий паранормальными способностями. Фигурирует также в последней книге цикла «Тёмная Башня».
- Кэрол Гербер (англ. Carol Gerber) — главная героиня первой, второй и последней частей. Подруга детства Бобби, его первая влюбленность. Стала первой подружкой Салли, потом уехала учиться в Университет штата Мэн, где познакомилась с Питом Рили и у них завязались романтические отношения, которые вскоре закончились. Связавшись с антиправительственной организацией, стала известна как террористка «Красная Кэрол». Потом пропала и считалась погибшей, но на самом деле взяла себе другое имя (Дениз Шуновер) и стала преподавателем математики.
- Джон «Салли» Салливан (англ. John «Sully» Sullivan) — главный герой четвёртой части (впервые появился в первой части). Друг детства Бобби и Кэрол, её первый парень. Воевал во Вьетнаме вместе с Ронни Мейлфантом, получил ранение и некоторые проблемы с психикой. Умер от сердечного приступа после похорон бывшего сослуживца.
- Пит Рили (англ. Peter Riley) — главный герой второй части. Парень, влюбившийся в университете в Кэрол Гербер.
- Уилли Ширмен (англ. Willie Shearman) — главный герой третьей части (впервые появился в первой части). Мальчик из приходской школы, участвовавший в избиении Кэрол в детстве и не простивший себе этого на протяжении всей жизни.
- Ронни Мейлфант (англ. Ronnie Malenfant) — второстепенный персонаж второй и четвёртой частей. Однокурсник Пита Рили, неприятный и уродливый парень, воевавший во Вьетнаме вместе с Джоном Салливаном и жестоко убивший невооружённую вьетнамскую старуху.

## Отсылки и аллюзии в произведении
В «Сердца в Атлантиде» включено несколько существенных отсылок к книгам, фильмам и песням, а также к циклу Стивена Кинга «Тёмная Башня».

### Книги
- Любимой книгой Бобби Гарфилда становится роман Уильяма Голдинга «Повелитель мух», подаренный ему Тедом Бротигеном. Затронутая в романе Голдинга проблема латентного насилия, скрытого в цивилизованных людях, особенно детях, играет значительную роль и в «Сердцах в Атлантиде» (эта тема — одна из ключевых в творчестве Кинга, как он сам отмечает в своих мемуарах «Как писать книги»[8]). Агрессивные мальчики, избившие Кэрол, или мужчины, надругавшиеся над матерью Бобби, представляются ему кем-то вроде охотников под предводительством Джека Меридью из «Повелителя мух». Когда сам Бобби становится «плохим» и впервые попадается полицейскому, он называет себя сначала Ральфом (положительный персонаж Голдинга), но потом поправляется и называет себя Джеком Меридью (отрицательный персонаж).
- Фамилия Теда, вероятно, является отсылкой к влиятельному американскому писателю поколения битников и хиппи — Ричарду Бротигану.
- Бобби читает роман Клиффорда Саймака «Кольцо вокруг Солнца» и проникается идеей волчка, с помощью которого можно перемещаться по параллельным мирам. Сначала открывшееся ему видение других существующих миров он объясняет себе в терминах из романа Саймака.
- Название повести «Ради чего мы во Вьетнаме» — аллюзия на роман «Почему мы во Вьетнаме?» Нормана Мейлера.

### Фильмы

«Формула Атлантиды» Кэрол Гербер

- Одним из эпиграфов ко всей книге является диалог из сериала «The Prisoner»: беседа двух секретных агентов. Фраза из этого диалога «Нам нужна информация» стала очень важной для отношений Кэрол Гербер и Пита Рили. На своем прощальном подарке Питу Кэрол нарисовала своего рода «формулу Атлантиды»: пронзённое стрелой сердце (любовь) + пацифик = информация.
- В первой повести довольно подробно описываются впечатления Бобби от просмотра фильма «Деревня проклятых». Мальчик потом пытается применить способ защиты от телепатического вмешательства, показанный в этом фильме — думать о чём-то отвлечённом.
- Другом Пита Рили из второй повести был Стэнли Кирк, которого прозвали Капитан Кирк — в честь главного героя сериала «Звездный путь».

### Песни
В тексте упоминается много песен 60-х годов:
- Во второй повести Пит часто слышит песню «96 Tears»[10] («96 слёз») группы «? & the Mysterians», действительно популярную в США в «эпоху хиппи»: песня заняла первое место в Billboard Hot 100 за 1966 год[11]. Тема противостояния, затронутая в песне, становится в книге метафорой для отношений США и Вьетнама того времени: «В ООН генеральный секретарь У Тан убеждал американского посла Артура Голдберга прекратить, хотя бы временно, бомбардировки Северного Вьетнама. <…> Великий Белый Отец <…> сказал, что никак невозможно: мы прекратим, когда Вьетконг прекратит, а до тех пор они будут лить 96 слёз. По меньшей мере 96».
- Название повести «Тени ночи спускаются с неба» — аллюзия на песню «Twilight Time» («Время сумерек») группы «The Platters» («Плэттеры»), в которой есть строки: «Heavenly shades of night are falling; it’s twilight time…»[12]. Любовная лирика песни перекликается с сюжетом повести — речь идёт о воскрешении старых чувств. Эта песня звучит как во время любовного свидания Кэрол с Питом в его машине перед их расставанием (во второй повести), так и при её встрече с Бобби в финале романа.

### Отсылки к «Темной Башне»
Почти все отсылки к циклу «Тёмная Башня» содержатся в первой повести — образ Теда Бротигена, человека с пара-способностями «ломателя» (в переводе основной серии — «разрушителя»), способного силой мысли разрушать Лучи — сверхмощные энергетические потоки, поддерживающие миры. Дальнейшая история Теда рассказывается в последней книге гепталогии. Вторая отсылка — образ «низких людей», слуг Багряного Владыки (англ. Crimson King, в переводе основной серии — «Алого Короля»). В последних книгах основной серии этим существам уделено много внимания.
Также в повести «Низкие люди в желтых плащах» однократно упоминаются Роланд и его новый ка-тет, как «пистолетчик и его друзья», и говорится, что они уже достигли пределов Конечного Мира (англ. End-World, в переводе основной серии — Крайнего мира). Это описание соответствует событиям романа «Волки Кальи». Упоминается и сама Тёмная Башня — вначале Бобби представляет её волчком, по спиралям которого расположены миры, но потом понимает, что это башня-ось миров.
Третья отсылка — Тед отправил Бобби письмо с лепестками розы. Роза во вселенной Тёмной Башни является одним из «двойников» Башни и её символом.

## Награды
- Deutsche Phantastik Preis (2000) — лучший иностранный роман (нем. Bester internationaler Roman)[14]

### Номинации
- Stoker (2000) — лучший роман (novel)[2]
- World Fantasy (2000) — сборник (collection)
- Stoker (2000) — сборник (collection)
- Locus (2000) — сборник (collection)
- British Fantasy (2000) — сборник (collection)

## Экранизация
Фильм «Сердца в Атлантиде» является экранизацией только первой повести книги («Низкие люди в жёлтых плащах») и, отчасти, последней («Тени ночи спускаются с неба»), где описывается возвращение Бобби в родной город. Отсылки к циклу «Тёмная Башня» из экранизации исключены.

## Интересные факты
- В первой повести Тед Бротиген рассказывает Бобби о времени, и упоминает, что «Борис Пастернак сказал, что мы пленники времени, заложники вечности». Он имеет в виду финал стихотворения «Ночь»: «Не спи, не спи, художник, Не предавайся сну. Ты — вечности заложник У времени в плену».
- Переводчик Ирина Гурова в своём интервью рассказывала, что её долго уговаривали взяться за перевод романа «Сердца в Атлантиде», но потом «оказалось, что книга изумительная».